# Byzantinische Geschichtsschreibung
Als byzantinische Geschichtsschreibung werden die historischen Schriften von oströmischen bzw. byzantinischen Autoren bezeichnet. Die betreffenden Geschichtsschreiber haben sich selbst allerdings nie als „Byzantiner“ bezeichnet, was ein Konstrukt der modernen Forschung ist, sondern stets als „Römer“. Ihre Wurzeln hatte die byzantinische Geschichtsschreibung in der Spätantike, sie endete mit dem Fall Konstantinopels 1453.
Dabei ist ein deutlicher Bruch, verbunden mit einer zeitlichen Lücke, in der kaum historische Werke entstanden sind, zu konstatieren. Dieser Bruch umfasst die Zeit vom frühen 7. Jahrhundert bis zum späten 8. Jahrhundert, aus der kein historiographisches Werk überliefert ist. Hingegen entstanden zwischen 900 und 1400 etwa 31 Geschichtswerke.

## Charakteristika
Die spätantiken oströmischen Autoren waren sich der auf Herodot und Thukydides zurückgehenden griechischen historiographischen Tradition bewusst, in der sie standen. Mit sehr wenigen Ausnahmen – namentlich Ammianus Marcellinus und Jordanes, die Latein schrieben – bedienten sie sich der altgriechischen Sprache, obwohl diese bereits in einigen Punkten von der zu ihrer Zeit verbreiteten Sprachform abwich. Die meisten dieser Autoren waren stilistisch stark klassizistisch orientiert: Viele bemühten sich, die als klassisch empfundenen Autoren nachzuahmen und im Anschluss an die von Xenophon begonnene Tradition (der direkt an das Werk des Thukydides anschloss), nahtlos an die Werke ihrer Vorgänger anzuknüpfen und sich auch an Stil und Sprache der Klassiker zu orientieren. Diese von Dexippos (3. Jahrhundert) bis Theophylaktos Simokates (7. Jahrhundert) reichende Reihe von griechischen Geschichtsschreibern brach erst mit dem Ende der Antike im Osten infolge der arabischen Expansion ab. Aus dem spätantiken Oströmischen Reich wurde danach das nun vollständig gräzisierte Byzanz.
Flossen die Quellen in der Spätantike bis ins frühe 7. Jahrhundert noch recht reichlich, versiegen sie anschließend bis ins späte 8./frühe 9. Jahrhundert fast völlig. In diesen 150 Jahren rissen viele antike Traditionen ab. In Byzanz traten ab 800 nun zunächst Chroniken an die Stelle umfassender, in klassizistischer Sprache verfasster und die Ereignisse reflektierender (zumeist zeitgeschichtlicher) Darstellungen. Auch die Chroniken hatten allerdings spätantike Wurzeln: Die christlich akzentuierten Chroniken, die bereits seit dem 3. Jahrhundert n. Chr. entstanden und ab dem 4. Jahrhundert n. Chr. in größerer Zahl verfasst wurden, erhoben aber keinen besonderen literarischen Anspruch.
Als im späten 9. und vor allem im 10. Jahrhundert in Byzanz wieder stärker die antike Kultur gepflegt wurde (sogenannte makedonische Renaissance), nachdem das Reich zuvor seit dem 7. Jahrhundert alle Energien auf die Abwehr der äußeren Feinde hatte verwenden müssen bzw. es durch den Bilderstreit teilweise innenpolitische Auseinandersetzungen gegeben hatte, erblühte auch wieder die byzantinischen Historiographie. Man begnügte sich nun nicht mehr ausschließlich mit reinen Chroniken (die aber auch in der Folgezeit weiter verfasst wurden). Stattdessen orientierten sich mehrere Geschichtsschreiber ganz bewusst wieder an den klassischen griechischen Autoren wie Thukydides, Polybios, aber auch an in dieser Tradition stehenden spätantiken Historikern wie vor allem Prokop, und nahmen sie sich zum Vorbild. Seit dem 10. Jahrhundert wurden so in Byzanz wieder detaillierte und stärker analysierende Geschichtswerke verfasst. Mehrere Verfasser knüpften zudem an die Werke ihrer Vorgänger an (etwa im 11. Jahrhundert Michael Psellos an Leon Diakonos). Dabei kam diesen mittel- und spätbyzantinischen Geschichtsschreibern zugute, dass in Byzanz auch in den Wirren des 7. Jahrhunderts mehr vom alten antiken Erbe bewahrt worden war als im lateinischen Westen und auch die Schriftlichkeit in Byzanz nicht auf die Geistlichkeit beschränkt war. Geschichtsschreibung war in Byzanz dennoch eine Angelegenheit einer kleinen gebildeten Schicht, die über entsprechende Kenntnisse verfügte.
Ein Charakteristikum vieler byzantinischer Geschichtsschreiber ist wie gesagt das Bemühen, sich weitgehend an den antiken Vorbildern (wie Herodot oder Thukydides etc.) zu orientieren und diese sprachlich auch nachzuahmen (Mimesis), was teils zu Anachronismen und gespreizten Ausdrücken führte. Stilistisch bewegte sich die diesbezügliche byzantinische Historiographie insgesamt auf einem hohen Niveau. Weil sich diese Autoren im Sinne der Mimesis einer „klassizistischen“ Kunstprosa bedienten, wurde in den diversen Texten oft anachronistisch und in Nachahmung der klassischen Ethnographie beispielsweise von „Skythen“ geredet, wenn in Wahrheit diverse Steppenvölker am Nordrand des Schwarzen Meeres bzw. auf dem Balkan gemeint waren, oder von „Medern“, wenn es sich um Perser oder später um andere orientalische Gegner von Byzanz handelte. Ebenso wurden Passagen antiker Autoren (zu nennen ist unter anderem Thukydides) in das eigene Werk übernommen bzw. waren stark daran angelehnt.
Die klassizistische Lexik bedingte auch, dass bestimmte Termini, die im hochsprachlichen Attisch nicht vorkamen, gewunden umschrieben werden mussten. So übergingen einige Geschichtsschreiber, obwohl selbst Christen, das Thema Christentum oder beschrieben christliche religiöse Praktiken und Ämter recht umständlich, weil diese ihren klassischen Vorbildern noch unbekannt waren. Diese Werke waren somit aber nur einem relativ kleinen, gebildeten Leserkreis vorbehalten, der derartige Anspielungen auch erkennen konnte und über die entsprechenden Kenntnisse der Hochsprache verfügte. Während die spätantiken Geschichtsschreiber zwar auch einen recht gekünstelten Stil pflegten, hatte sich die Prosa, der sich die mittel- und spätbyzantinischen Historiker in Anlehnung an die klassizistischen Autoren bedienten, auch von der gehobenen zeitgenössischen Umgangssprache weit entfernt. Ansonsten weisen die mittel- und spätbyzantinischen hochsprachlichen Profangeschichten die typischen Merkmale der antiken Klassiker auf (wie Exkurse und Reden) und waren typischerweise zeitgeschichtliche Werke.
Daneben verfassten weiterhin auch Geistliche geschichtliche Werke, wobei es sich um Chroniken handelte, die bei der Darstellung der Profangeschichte stärker Elemente der christlichen Historiographie trugen und in einer leichter zu verstehenden Sprache abgefasst waren. In der älteren Forschung wurden die Chroniken oft eher gering geschätzt, da man davon ausging, dass ihre Verfasser weniger gebildet waren. Allerdings wurden Chroniken nicht ausschließlich von Geistlichen verfasst und ihre Verfasser waren teils durchaus gebildet, wie das Beispiel des Georgios Synkellos beweist.
Generell lässt sich die byzantinische Historiographie damit in zwei Teile einteilen: Die in leicht verständlicher Sprache abgefassten Chroniken (bzw. Weltchroniken) sowie die anspruchsvolleren hochsprachlichen Geschichtswerke, wenngleich es durchaus Mischformen gab. In der Byzantinistik werden in der Regel die griechischen Geschichtsschreiber ab Eunapios von Sardes zu den „(früh-)byzantinischen“ Historikern gezählt, wenngleich sich mit den spätantiken Autoren bis zu Theophylaktos auch die althistorische Forschung beschäftigt, so dass es zu Überschneidungen kommt: Genau wie die oströmische Geschichte des 4. bis 7. Jahrhunderts wird auch die damals entstandene Literatur sowohl von Byzantinisten als auch von Althistorikern erforscht.
Teils werden in den geschichtlichen Darstellungen bestimmte Personen glorifiziert bzw. dämonisiert, teils ist die Chronologie oder die Darstellung der Ereignisse (vielleicht auch nur unabsichtlich) fehlerhaft. Eine möglichst wahrheitsgetreue Schilderung wurde aber von mehreren spätantiken und späteren byzantinischen Geschichtsschreibern wenigstens formal angestrebt und teils auch verwirklicht, besonders wenn sie die Tradition des Thukydides für sich beanspruchten und sorgsam ihre Quellen verarbeiteten. Allerdings war oft der literarische Anspruch für die jeweiligen Autoren bedeutender. Zudem flossen aufgrund der nicht wenigen politischen und theologischen Auseinandersetzungen in Byzanz auch durchaus eigene Standpunkte in die Darstellung mit ein. Das ändert aber nichts daran, dass selbst Autoren, die bisweilen parteiisch oder vor allem auf die prosaische Qualität ihres Werkes bedacht waren, wertvolles Material vermitteln konnten.

## Überblick

### Die Spätantike
Die spätantiken (bzw. „frühbyzantinischen“) Autoren unterscheiden sich in vielerlei Hinsicht von den mittel- und spätbyzantinischen Geschichtsschreibern. Sie konnten noch bruchlos an die historiographische Tradition der früheren Epochen anknüpfen; auch die Kreise derer, die diese Werke lasen und schrieben, waren noch größer: Bis ins 6./7. Jahrhundert gab es noch Hunderte poleis, in denen Angehörige der lokalen Oberschichten eine rhetorisch-literarische Ausbildung erhalten konnten. Männer wie Dioskoros von Aphrodito, der unter Justinian in der ägyptischen Provinz Gedichte verfasste, waren Träger dieser Elitenkultur. Klassische Bildung (paideia) war ein Zeichen der Standeszugehörigkeit und wurde gepflegt. Neben Christen schrieben in dieser Zeit zudem auch noch heidnische Autoren, zumal es keinen Bruch in der antiken Historiographie gab, der mit dem im 7./8. Jahrhundert erfolgten vergleichbar wäre. Bis etwa 600 rissen kaum antike literarische Traditionen ab, allerdings wurden zugleich neue begründet.
So entstanden in der Spätantike eine ganze Anzahl von Kirchengeschichten (siehe dort weitere Hinweise), deren „Vater“ Eusebios von Kaisareia war. Eusebios verfasste daneben eine bedeutende Chronik und eine Kaiser Konstantin gewidmete Biographie. Die Kirchengeschichte des Eusebios wurde später fortgesetzt von Sokrates Scholastikos, Sozomenos und Theodoret. Die Kirchengeschichtsschreibung im griechischen Osten florierte noch bis ins späte 6. Jahrhundert. So verfassten etwa Philostorgios, (Pseudo-)Gelasios von Kyzikos sowie Euagrios Scholastikos entsprechende Werke.
Daneben sind vor allem die profanen Geschichtswerke (siehe unten) von Bedeutung, von denen nicht wenige jedoch nur fragmentarisch (siehe nun auch Kleine und fragmentarische Historiker der Spätantike), d. h. in mehr oder minder ausführlichen Auszügen oder knappen Zusammenfassungen, erhalten sind. Allerdings gab es in der Spätantike zwischen den Genres der profanen klassizistischen Geschichtsschreibung, der Kirchengeschichtsschreibung sowie den diversen Chroniken durchaus wechselseitige Beeinflussungen und Überschneidungen.
Zu Beginn des 4. Jahrhunderts schrieb Praxagoras von Athen drei historische Werke, die aber alle verloren gegangen sind. Ende des 4. Jahrhunderts verfasste dann Ammianus Marcellinus das letzte bedeutende lateinische Geschichtswerk der Antike (Res gestae), das sich durchaus mit den klassischen Vorbildern messen konnte. Dass Ammianus, obwohl selbst Grieche und aus Syrien stammend, in lateinischer Sprache schrieb, macht ihn zu einer großen Ausnahme unter den hier behandelten Autoren, die ansonsten ihre Werke in griechischer Sprache verfassten, wenngleich freilich auch die in Latein verfassten Werke bezüglich der Geschichte des Ostteils des Römischen Reiches bzw. später von Byzanz nicht ohne Bedeutung sind. Obwohl die ersten 13 Bücher des Werks verloren sind, schildern die erhaltenen Bücher 14 bis 31 die Zeit von 353 bis 378 sehr detailliert, anschaulich und überwiegend zuverlässig. Ammianus, der neben Prokop bedeutendste spätantike Historiker, könnte mit seinem umfangreichen zeitgeschichtlichen Werk auch noch einige ihm nachfolgende klassizistische griechische Geschichtsschreiber mit beeinflusst haben. Ammianus und andere lateinische, oströmische Autoren dieser Zeit, von denen es noch bis ins 6. Jahrhundert einige gab (zum Beispiel Jordanes und Marcellinus Comes), sind aber zweifellos treffender als „spätantik“ denn als „frühbyzantinisch“ zu bezeichnen. Für die lateinischen Autoren, die damals in Westrom schrieben, gilt das ohnehin. Da um 600 die Kenntnis der lateinischen Sprache in der oströmischen Elite erlosch, beeinflussten die zuvor in dieser Sprache abgefassten Geschichtswerke die spätere byzantinische Historiographie allenfalls indirekt.
Im 5. Jahrhundert wurde eine ganze Reihe von griechischen „klassizistischen Werken“ verfasst, die aber leider nur fragmentarisch erhalten sind, wenngleich selbst diese Fragmente noch sehr bedeutendes Material enthalten. Sprachlich und formal orientierten sich diese Werke stark an Herodot, Thukydides und Polybios; religiöse Fragen wurden in dieser Profangeschichtsschreibung so weitgehend ausgeblendet, dass von vielen Autoren nicht einmal bekannt ist, ob sie Christen waren. Viele von ihnen hatten zuvor Karriere in kaiserlichen Diensten gemacht und gehörten der weltlichen Elite an: Olympiodoros von Theben, zuvor kaiserlicher Diplomat, verfasste im frühen 5. Jahrhundert eine 22 Bücher umfassende Geschichte des Westens, die von mehreren nachfolgenden griechischen Autoren benutzt wurde. Die (teils recht umfangreichen) Fragmente aus der acht Bücher umfassenden Zeitgeschichte des Priskos, der ebenfalls selbst an römischen Gesandtschaften teilgenommen hatte, bieten sehr wertvolle Einblicke in die diplomatischen Kontakte Ostroms zu den „Barbaren“. Die erhaltenen Auszüge aus den Historien des Malchos von Philadelphia und des Kandidos liefern wichtige Informationen zum ausgehenden 5. Jahrhundert. Vollständig verloren ist eine Weltchronik des Helikonios von Byzanz.
Um 500 verfasste der Heide Zosimos eine antichristlich gefärbte Neue Geschichte, die aber aufgrund der Herangehensweise des Verfassers oft wenig zuverlässig ist. Dabei stützte er sich vor allem auf Material aus den verlorenen Historien des Eunapios von Sardes (die von 270 bis 404 reichten und in denen bereits gegen das Christentum polemisiert wurde) und auch Olympiodoros (der einen wesentlich neutraleren und zuverlässigeren Bericht lieferte). Zu Beginn des 6. Jahrhunderts schrieb Eustathios von Epiphaneia ein Geschichtswerk, das wohl später noch von mehreren Autoren benutzt wurde (so von Euagrios Scholastikos in seiner Kirchengeschichte). Ebenfalls im 6. Jahrhundert schrieb Hesychios von Milet seine Weltgeschichte sowie ein zeitgeschichtliches Werk.
Für die Zeit Justinians sind die verlorenen Historien des Petros Patrikios (dessen Werk offenbar, vermittelt über eine Zwischenquelle, auch von mittelbyzantinischen Autoren herangezogen wurde, siehe Leoquelle) sowie vor allem das umfassende Werk des Prokopios von Caesarea (Prokop) zu nennen. Prokop gilt als der letzte große antike Historiker und zugleich als einer der bedeutendsten oströmischen Geschichtsschreiber; er übte noch auf einige spätere byzantinische Autoren großen Einfluss aus. Das Hauptwerk Prokops sind seine zeitgeschichtlichen Historien (oder Bella) in acht Büchern, die zwischen 550/51 und 553/54 veröffentlicht wurden und in denen die oströmischen Feldzüge gegen Perser, Vandalen und Goten im Stil der klassizistischen Profangeschichtsschreibung geschildert werden. Prokop war selbst Augenzeuge eines Teils des Berichteten und orientierte sich formal und sprachlich stark an Herodot, Thukydides und Arrian. Daneben verfasste er auch zwei formal innovative und eigenwillige Werke: eine Schrift über die Bauwerke Justinians, in der der Kaiser gepriesen wurde, und eine (erst lange nach seinem Tod veröffentlichte) gegen Justinian und dessen Herrschaft gerichtete Schmähschrift (die Anekdota, häufig als „Geheimgeschichte“ bezeichnet). Obwohl die verschiedenen Darstellungen widersprüchlich wirken, mag Prokop angenommen haben, nur auf diese Weise ein umfassendes Bild seiner Zeit vermitteln zu können. Seine Historien setzten sich rasch als vorbildlich durch, so dass die Werke anderer Geschichtsschreiber, die ebenfalls Justinian behandelten, fast spurlos verschwanden; darunter auch das Werk über Justinians Perserkriege, das Johannes Lydos verfasst hatte.
An Prokop schloss um 580 Agathias von Myrina an (seine fünf Bücher umfassenden Historien reichen von 552 bis 559 und blieben unvollendet), an diesen wiederum Menander Protektor, dessen Werk bis 582 reichte, aber nur fragmentarisch erhalten ist. Keiner von ihnen konnte noch einmal das Niveau Prokops erreichen, sie beinhalten aber wichtige Schilderungen, wobei Menander gerade im Hinblick auf diplomatische Ereignisse gut informiert war. Zu nennen sind auch die Chroniken des Johannes Malalas (Mitte/Ende 6. Jahrhundert) und des Johannes von Antiochia (frühes 7. Jahrhundert). Verschiedene andere Werke aus dem späteren 6. Jahrhundert sind bis auf kurze Fragmente völlig verloren gegangen, so unter anderem die Historien des Johannes von Epiphaneia und das Werk des Theophanes von Byzanz.
Einen knappen Überblick zu spätantiken Geschichtswerken bietet neuerdings die Onlinedatenbank Clavis Historicorum Antiquitatis Posterioris (CHAP).

### Das Ende der antiken Historiographie und der Neubeginn der byzantinischen Geschichtsschreibung
Als das letzte Geschichtswerk der Antike können die um 630 von Theophylaktos Simokates verfassten Historien angesehen werden. Theophylaktos schloss an das Werk Menanders an. Seine acht Bücher umfassenden Historien, die in einem oft nur schwer verständlichen, übertrieben klassizistischen Stil verfasst wurden, schildern die Zeit bis zum Ende des Kaisers Maurikios (602) und liefern viele wichtige und zuverlässige Informationen, sind aber wohl unvollendet geblieben. Anschließend bricht die antike historiographische Tradition ab, was als eine Folge der enormen Umbrüche anzusehen ist, die das Oströmische Reich am Ende der Regierungszeit des Herakleios durchlaufen musste. Unter anderem ging mit Ägypten und Syrien das „Rekrutierungsgebiet“ für viele der bisherigen klassizistischen Geschichtsschreiber verloren, aber ebenso wandelten sich in Byzanz Staat, Gesellschaft und auch Kultur grundlegend. Die alten Eliten, die die antike Kultur getragen und bewahrt hatten, gingen in dieser Zeit unter; damit verschwand auch das Publikum für die spätantik-klassizistische Geschichtsschreibung.
Mit dem Beginn der arabischen Eroberungen und den Abwehrkämpfen auf dem Balkan gegen die Slawen begann die Transformation des antiken oströmischen zum mittelalterlichen byzantinischen Reich, was sich auf Gesellschaft und Kultur dramatisch auswirkte. Es ist kein Zufall, dass die Quellenlage gerade für diese bewegte Zeit sehr problematisch ist. Nur das um 632 verfasste sogenannte Chronicon Paschale sowie das anspruchslose Werk des Johannes von Nikiu sind uns aus der nachfolgenden Zeit (Mitte des 7. bis Ende des 8. Jahrhunderts) überliefert. Es kann aber nicht völlig ausgeschlossen werden, dass auch in dieser Zeit geschichtliche Aufzeichnungen existierten (wie die Chronik des Traianos Patrikios zeigt), die aber nicht erhalten sind und wohl auch kaum umfassend gewesen sein dürften.
Erst am Ende des 8. Jahrhunderts wurden wieder Geschichtswerke verfasst, die uns auch erhalten sind, wobei es sich dabei zunächst um Chroniken handelt, die nicht das stilistische Niveau der umfassenderen spätantiken Werke erreichen, die uns aber trotzdem wertvolle Informationen liefern. Sie scheinen sich hauptsächlich syrischer und teils sogar arabischer Werke bedient zu haben, um die Lücke für die Zeit nach ca. 640 zu füllen. Unter diesen ersten Werken der mittelbyzantinischen Geschichtsschreibung sind vor allem die Kurze Geschichte des Nikephoros (für die Jahre 602 bis 769, mit Lücken) und die berühmten Chroniken des Georgios Synkellos (Weltchronik bis 284) und des Theophanes (für die Jahre 284 bis 813) zu nennen. Georgios Synkellos hat für sein umfangreiches Werk zahlreiche, heute teils verlorene Quellen herangezogen; die Chronik sollte bis in seine Gegenwart reichen, aber sein Tod verhinderte den Abschluss des Werkes. Theophanes, der schließlich die Chronik des Georgios Synkellos fortsetzte (wobei es möglich ist, dass Theophanes das bereits von Georgios gesammelte Material mehr oder weniger kompilierte), griff ebenfalls teilweise auf heute verlorene Quellen zurück. Dazu zählten die im 8. Jahrhundert verfasste Chronik des erwähnten Traianos Patrikios, die wohl auch Nikephoros benutzt hat, und eine griechische Übersetzung der heute verlorenen Chronik des Theophilos von Edessa, die auch für andere Autoren eine wichtige Quelle war. Theophanes zeichnete jedoch aufgrund seiner Position während des sogenannten Bilderstreits und seiner Abneigung gegen die Ikonoklasten („Bilderfeinde“) die diesbezüglichen Kaiser, die militärisch durchaus erfolgreich waren, in den düstersten Farben. Einige Werke sind verloren gegangen, darunter das Geschichtswerk des Theognostos (1. Hälfte des 9. Jahrhunderts). Im späten 9. Jahrhundert kompilierte schließlich Georgios Monachos eine in Byzanz sehr beliebte, bis 842 reichende Weltchronik. Ebenso entstanden mehrere regionale Chroniken (beispielsweise die Chronik von Monemvasia). Im frühen 10. Jahrhundert schrieb Johannes Kaminiates eine Schrift über die Eroberung Thessalonikes durch die Araber im Jahr 904.
Umfassendere, anspruchsvollere Geschichtswerke, die über die Schilderung einer Chronik hinausgingen, entstanden wieder seit dem 10. Jahrhundert im Zuge der makedonischen Renaissance. Ein Zeichen für das neuaufkommende Interesse an der Geschichtsschreibung sind zwei von dem byzantinischen Kaiser Konstantin VII., der selbst eine historische Biographie über Basileios I. verfasste, in Auftrag gegebene Geschichtswerke. Es handelt sich zum einen um eine an Theophanes (chronologisch, aber nicht stilistisch) anschließende Reihe von Kaiserbiographien, die als Theophanes Continuatus bezeichnet werden. In diesen bis 961 reichenden Biographien wurde die makedonische Dynastie sehr positiv geschildert; im Gegensatz dazu ist die nicht um Anknüpfung an Theophanes bemühte sogenannte Logothetenchronik zu nennen (siehe auch Leon Grammatikos), die die Dynastie eher kritisch betrachtete. Zum anderen ist eine vier Bücher umfassende Kaisergeschichte (Basileiai) zu erwähnen, deren Autor letztendlich anonym ist, wenngleich dieser in der Regel als Ioseph Genesios bezeichnet wird. Die Kaisergeschichte berichtet über die Zeit von 813 bis Ende des 9. Jahrhunderts und ist ein deutliches Zeichen für die neue, intensive Beschäftigung mit antiken Werken in Byzanz.
Leon Diakonos verfasste um 992 ein Geschichtswerk über die Zeit von 959 bis 976 in zehn Büchern, das zahlreiche wichtige Informationen enthält. Leon orientierte sich dabei an den antiken Vorbildern und schrieb auch deshalb in der Tradition des Thukydides Zeitgeschichte, in welcher der Anteil an eigenen Beobachtungen sehr hoch ist. Die im 11. Jahrhundert verfasste Chronographia des Michael Psellos, der an Leon anknüpfte, ist von großer Bedeutung für die Rekonstruktion der Ereignisse von 976 bis etwa 1075. Psellos konzentrierte sich vor allem auf die (sehr lebendige) Schilderung der Ereignisse am Hofe und bemühte sich um eine rhetorische Stilisierung, ließ aber ebenso stark seinen eigenen Standpunkt in die Darstellung einfließen. Ebenfalls im 11. Jahrhundert entstand das Geschichtswerk des Johannes Skylitzes (zu erwähnen ist hier auch die Madrider Bilderhandschrift des Skylitzes), der die Zeit von 811 bis 1057 behandelte und Kritik an mehreren seiner Vorgänger übte, aber auch eine Hauptquelle für die behandelte Zeit ist. Michael Attaleiates schilderte die Zeit von 1034 bis 1079/80, und um 1100 kompilierte ein ansonsten unbekannter Georgios Kedrenos älteres Material in seiner bis 1057 reichenden Chronik.

### Vom 12. Jahrhundert bis zum Ende von Byzanz
Im 12. Jahrhundert entstanden schließlich eine Vielzahl bedeutender Geschichtswerke. Johannes Zonaras schrieb eine umfassende Weltchronik, die bis 1118 reichte und in der er auch auf heute verlorene Quellen zurückgriff. Seine Schilderung gilt insgesamt als recht ausgewogen sowie als sprachlich gut zugänglich. Anna Komnena, die Tochter des byzantinischen Kaisers Alexios I., verfasste wiederum mit der Alexias in starker Anlehnung an die klassischen Vorbilder eine 15 Bücher umfassende Fortsetzung des Geschichtswerks ihres Mannes, Nikephoros Bryennios, in der Alexios I. sehr vorteilhaft dargestellt wurde. Das umfassende Werk schildert die Zeit von 1069 bis 1118 und zählt, trotz einer bisweilen sehr subjektiven Betrachtung, zu den bedeutendsten byzantinischen Geschichtswerken. Zu nennen ist auch das Werk des Johannes Kinnamos, der die Zeit von 1118 bis 1176 beschrieb (wenngleich teils tendenziös) und sich dabei ebenfalls an den antiken Klassikern orientierte.
Johannes Kinnamos scheint Niketas Choniates als Vorlage gedient zu haben, der die Zeit von 1118 bis 1206 in 21 Büchern schilderte; möglich ist allerdings auch, dass beide eine gemeinsame Vorlage benutzt haben. Die Darstellung des Niketas Choniates wiederum zeichnet eine recht große Objektivität aus und beinhaltet zahlreiche wichtige Informationen; stilistisch ist es stark an den Klassikern orientiert und zählt zu den bedeutendsten byzantinischen Geschichtswerken. An Niketas schloss Georgios Akropolites an, der in seinem Werk die Geschichte von 1203 bis zur Wiedereinnahme Konstantinopels durch die Byzantiner im Jahr 1261 behandelte und wichtige Informationen enthält. Ebenfalls im 13. Jahrhundert schrieben Theodoros Skutariotes (ihm wird oft eine bis 1261 reichende Weltchronik zugeschrieben) und Georgios Pachymeres (schrieb über die Zeit von 1255 bis 1308). Die Eroberung Konstantinopels durch die Kreuzfahrer 1204, die auch in westlich-lateinischen Quellen geschildert wird, nahm im 14. Jahrhundert Nikephoros Gregoras zum Ausgangspunkt, um den Zeitraum bis 1359 in 37 Büchern darzustellen; sein materialreiches Werk stellt für die Zeit ab 1312 eine Hauptquelle dar. Sogar Kaiser Johannes VI. verfasste ein Geschichtswerk, das vor allem seine eigene Politik rechtfertigen sollte.
Für die Schlussphase des Reichs im 15. Jahrhundert sind vier Historiker zu nennen. Laonikos Chalkokondyles schilderte in seinem post-byzantinischen Geschichtswerk die Zeit von 1298 bis 1463 in zehn Büchern und orientierte sich stark an Herodot. Doukas berichtete, nach einem kurzen Abriss der Weltgeschichte, über die Zeit von 1341 bis 1462, wobei er auf gute Quellen zurückgreifen konnte. Georgios Sphrantzes verfasste eine von 1413 bis 1477 reichende Chronik, während das sogenannte Chronicon maius (aus dem 16. Jh.) nicht von ihm stammt, sondern nur Material aus seiner Chronik enthält. Michael Kritobulos schließlich behandelt die Zeit von 1451 bis 1467 und übernahm bereits die türkische Perspektive.

## Liste der byzantinischen Historiker und Chronisten
Angegeben ist jeweils die gültige Ausgabe und (soweit vorhanden) eine deutsche Übersetzung; wo eine solche nicht existiert, wird stattdessen eine Übersetzung in eine andere europäische Sprache angeführt. Speziell hinzuweise ist auf die Reihe Byzantinische Geschichtsschreiber, hrsg. von Endre von Ivánka und Johannes Koder, 19 Bde., Verlag Styria/Fassbaender, Wien u. a. 1955–1995.
Eusebios, Chronik – bis 325
Ausgabe der Hieronymus-Version:
- Die Chronik des Hieronymus. Hrsg. von Rudolf Helm. Leipzig 1913–1926 (Die Griechischen Christlichen Schriftsteller 24 und 34).

Übersetzung
- Eusebius, Die Chronik, aus dem Armenischen übersetzt von Joseph Karst. Leipzig 1911 (Die Griechischen Christlichen Schriftsteller 20)

Wichtige Literatur:
- Pierre Nautin: La continuation de l’Histoire ecclésiastique d’Eusèbe par Gélase de Césarée. In: Revue des Études Byzantines 50 (1992) 163–183.
- Alden Mosshammer: The Chronicle of Eusebius and Greek Chronographic Tradition. Lewisburg 1979

Eusebios, Kirchengeschichte – bis 324
Ausgabe:
- Eusebios, Kirchengeschichte. Hrsg. von Eduard Schwartz, Leipzig 1903–1908 (Die Griechischen Christlichen Schriftsteller 9, 1–3).

Übersetzungen:
- Eusebius von Caesarea, Kirchengeschichte. Übersetzt von Heinrich Kraft, Darmstadt 1967.

Online:
- Übersetzung der Kirchengeschichte aus der Reihe Bibliothek der Kirchenväter
- Übersetzung der Vita Constantini

Wichtige Literatur:
- Dieter Timpe: Was ist Kirchengeschichte? Zum Gattungscharakter des Historia Ecclesiastica des Eusebius. In: Werner Dahlheim u. a. (Hrsg.), Festschrift Robert Werner. Konstanz 1989, 171–203.
- Friedhelm Winkelmann: Euseb von Kaisareia. Der Vater der Kirchengeschichte. Berlin 1991.

Ammianus Marcellinus – Geschichte ca. 96–378, erhalten ab 353 (lateinisch)
Ausgabe und Übersetzung:
- Ammianus Marcellinus, Römische Geschichte. Hrsg. von Wolfgang Seyfarth. Berlin 1968–1971.
- Ammianus Marcellinus, Das römische Weltreich vor dem Untergang. Übersetzt von Otto Veh, eingeleitet und erläutert von Gerhard Wirth. München/Zürich 1974.

Text im Internet:
- englische Übersetzung

Wichtige Literatur:
- John F. Matthews: The Roman Empire of Ammianus. Baltimore/London 1989 [2. Auflage, Ann Arbor 2008]
- Dariusz Brodka: Ammianus Marcellinus. Studien zum Geschichtsdenken im vierten Jahrhundert n. Chr. Krakau 2009.

Sokrates Scholastikos – Kirchengeschichte 324–439
Ausgabe:
- Sokrates, Kirchengeschichte. Hrsg. von Günter Christian Hansen, Berlin 1995 (Die Griechischen Christlichen Schriftsteller N. F. 1).

Übersetzung:
- Socrate de Constantinople, Histoire ecclésiastique. Trad. Pierre Périchon, Pierre Maraval. Paris 2004–2007.

Wichtige Literatur:
- Theresa Urbainczyk: Socrates of Constantinople. Historian of Church and State. Michigan 1997
- Martin Wallraff: Der Kirchenhistoriker Sokrates. Untersuchungen zu Geschichtsdarstellung, Methode und Person. Göttingen 1997.

Philostorgios – Kirchengeschichte 305–425
Ausgabe:
- Bruno Bleckmann, Markus Stein (Hrsg.): Philostorgios Kirchengeschichte. 2 Bände. Ferdinand Schöningh, Paderborn 2015 (Kleine und fragmentarische Historiker der Spätantike E 7), ISBN 978-3-506-78199-4.

Übersetzung:
- Bleckmann/Stein, siehe Ausgabe.
- Philip R. Amidon (Hrsg.): Philostorgius. Church History. Atlanta 2007.

Text im Internet:
- ältere englische Übersetzung

Wichtige Literatur
- Bruno Bleckmann: Konstantin in der Kirchengeschichte Philostorgs. In: Millennium. Jahrbuch zu Kultur und Geschichte des ersten Jahrtausends n. Chr. 1 (2004), S. 185–231.
- Doris Mayer (Hrsg.): Philostorge et l’historiographie de l’Antiquité tardive / Philostorg im Kontext der spätantiken Geschichtsschreibung. Stuttgart 2011.

Sozomenos – Kirchengeschichte 324–439
Ausgabe:
- Sozomenos, Kirchengeschichte. Hrsg. von Joseph Bidez, Berlin 1960 (Die Griechischen Christlichen Schriftsteller 50); 2. Auflage von Günter Christian Hansen, Berlin 1995 (Die Griechischen Christlichen Schriftsteller, N. F. 4).

Übersetzung:
- Sozomenos, Kirchengeschichte. Übers. von Günter Christian Hansen. Turnhout 2004 (Fontes Christianae, 73).

Theodoretos – Kirchengeschichte 324–428
Ausgabe:
- Theodoretos von Kyrrhos, Kirchengeschichte. Hrsg. von Léon Parmentier. Leipzig 1911 (Die Griechischen Christlichen Schriftsteller 19); 3. Auflage von Günter Christian Hansen. Berlin 1998 (Die Griechischen Christlichen Schriftsteller N. F. 5).

Übersetzung:
- Des Bischofs Theodoret von Cyrus Kirchengeschichte. Übers. von Andreas Seider. München 1926.

Wichtige Literatur:
- Adam M. Schor: Theodoret’s people. Social networks and religious conflict in late Roman Syria. Berkeley 2011.

Eunapios von Sardeis, Olympiodoros von Theben, Priskos von Panion, Malchos von Philadelpheia, Kandidos
Ausgabe und Übersetzung:
- Roger C. Blockley: The fragmentary classicising historians of the later Roman Empire: Eunapius, Olympiodorus, Priscus, and Malchus. 2 Bde. Liverpool 1981–1983.

Wichtige Literatur:
- Roger Blockley: The Development of Greek Historiography: Priscus, Malchus, Candidus. In: G. Marasco (Hrsg.): Greek and Roman Historiography in Late Antiquity. Fourth to Sixth Century A. D. Leiden/Boston 2003, S. 289–315.
- François Paschoud: Eunape, Olympiodore, Zosime. Bari 2006.

Zosimos, Neue Geschichte – von Augustus bis 410
Ausgabe:
- Zosime, Histoire nouvelle. Ed. François Paschoud. Paris 1971–1989.

Übersetzung:
- Zosimos, Neue Geschichte. Übers. von Otto Veh. Stuttgart 1990.

Wichtige Literatur:
- John H. W. G. Liebeschuetz: Pagan historiography and the decline of the Empire. In: Greek and Roman Historiography in Late Antiquity: Fourth to Sixth Century A.D. Hrsg. von Gabriele Marasco. Leiden 2003, S. 177–218.
- François Paschoud: Zosimos. In: Paulys Realencyclopädie der classischen Altertumswissenschaft. Bd. 10A (1972), Sp. 795–841.

Marcellinus Comes – Chronik 379–518 (lateinisch)
Ausgabe und Übersetzung:
- Brian Croke, The chronicle of Marcellinus. Sydney 1995 (Byzantina Australiensia 7).

Wichtige Literatur:
- Brian Croke: Count Marcellinus and his chronicle. Oxford 2001.

Johannes von Antiochia – Chronik bis 518 (?)
Ausgabe und Übersetzung
- Ioannis Antiocheni fragmenta ex Historia chronica. Ed. Umberto Roberto, Berlin 2005 (Texte und Untersuchungen zur Geschichte der altchristlichen Literatur 154).
- Ioannis Antiocheni fragmenta quae supersunt omnia. Ed. Sergei Mariev, Berlin 2008 (Corpus Fontium Historiae Byzantinae 47).

Prokopios von Kaisareia – Geschichte 527–552
Ausgabe:
- Jakob Haury. Leipzig 1905–1913; 2. Auflage von Gerhard Wirth 1962–1964.

Ausgaben und Übersetzungen:
- Prokop, Werke. Hrsg. Otto Veh. 5 Bde. München 1961–1977. – Anekdota zuletzt 2004 mit einer Einführung von Mischa Meier und Hartmut Leppin.
- Anthony Kaldellis (Hrsg.): Prokopios. The Wars of Justinian. Hackett, Indianapolis 2014.
- Procopius. Buildings, History of the Wars, and Secret History. Hrsg. von Henry B. Dewing und Glanville Downey. 7 Bde., Cambridge/MA 1914–1940.

Wichtige Literatur:
- Katherine Adshead: The Secret History of Procopius and its genesis. In: Byzantion 63 (1993), S. 5–28.
- Henning Börm: Prokop und die Perser. Stuttgart 2007.
- Averil Cameron: Procopius and the sixth century. London 1985.
- Geoffrey Greatrex: The Dates of Procopius’ Works. In: Byzantine and Modern Greek Studies 18 (1994), S. 101–114.
- Anthony Kaldellis: Procopius of Caesarea. Tyranny, History, and Philosophy at the End of Antiquity. Philadelphia 2004.

Agathias von Myrina – Geschichte 552–558
Ausgabe:
- Agathias, Historiarum libri quinque. Ed. Rudolf Keydell. Berlin 1967 (Corpus Fontium Historiae Byzantinae 2).

Übersetzung:
- Agathias, The Histories. Transl. by Joseph D. Frendo. Berlin 1975 (Corpus Fontium Historiae Byzantinae 2a).

Menander Protektor – Geschichte 557–582
Ausgabe und Übersetzung:
- The History of Menander the Guardsman. Ed. Roger C. Blockley, Liverpool 1985.

Wichtige Literatur:
- Barry Baldwin: Menander Protector. In: Dumbarton Oaks Papers. Band 32, 1978, S. 99–125.

Ioannes Malalas – Chronik bis 563
Ausgabe:
- Ioannis Malalae: Chronographia. Ed. Ioannes Thurn, Berlin 2000 (Corpus Fontium Historiae Byzantinae 35).

Übersetzung:
- Hans Thurn u. a.: Johannes Malalas, Weltchronik. Stuttgart 2009 (Bibliothek der griechischen Literatur 69).

Wichtige Literatur:
- Alexander Schenk Graf von Stauffenberg: Die römische Kaisergeschichte bei Malalas. Stuttgart 1931.
- Elizabeth Jeffreys, Brian Croke, Roger Scott (Hrsg.): Studies in John Malalas. Sydney 1990.
- Joëlle Beaucamp u. a. (Hrsg.): Recherches sur la Chronique de Jean Malalas. Paris 2004–2006.

Euagrios Scholastikos – Kirchengeschichte 431–594
Ausgabe:
- The Ecclesiastical History of Evagrius with the Scholia. Ed. Joseph Bidez – Léon Parmentier. London 1898 (Ndr. Amsterdam 1964).

Übersetzung:
- Evagrius Scholasticus, übers. Adelheid Hübner, Turnhout 2007 (Fontes christiani 57)
- The Ecclesiastical History of Evagrius Scholasticus. Transl. Michael Whitby. Liverpool 2000 (Translated Texts for Historians 33).

Wichtige Literatur:
- Pauline Allen: Evagrius Scholasticus the Church Historian. Louvain 1981.

Theophylaktos Simokates – Geschichte 582–602
Ausgabe:
- Theophylacti Simocattae Historia. Ed. Carl de Boor, Leipzig 1887; 2. Auflage von Peter Wirth 1972.

Übersetzung:
- Theophylaktos Simokates. Geschichte. Übers. von Peter Schreiner. Stuttgart 1985 (Bibliothek der griechischen Literatur 20).
- The History of Theophylact Simocatta. Hrsg. von Michael und Mary Whitby. Oxford 1986.

Chronicon Paschale – Chronik bis 628
Ausgabe:
- Chronicon Paschale. Ed. Ludwig Dindorf, Bonn 1832.

Übersetzung:
- Michael Whitby, Mary Whitby: Chronicon Paschale 284–628. Liverpool 1989 (Translated Texts for Historians 7).

Wichtige Literatur:
- Joëlle Beaucamp u. a.: Temps et histoire I: Le prologue de la Chronique Pascale. In: Travaux et Mémoires 7 (1979), S. 223–301.

Patriarch Nikephoros – Geschichte 602–769
Ausgabe und Übersetzung:
- Nikephoros, Patriarch of Constantinople, Short history. Ed. Cyril Mango et al. Washington 1990 (Corpus Fontium Historiae Byzantinae 13).

Wichtige Literatur:
- Paul Speck: Das geteilte Dossier. Beobachtungen zu den Nachrichten über die Regierung der Kaiser Herakleios und die seiner Söhne bei Theophanes und Nikephoros. Bonn 1988 (Poikila Byzantina 9).

Georgios Synkellos – Chronik bis 284
Ausgabe:
- Georgius Syncellus, Ecloga Chronographica. Ed. Alden A. Mosshammer. Leipzig 1984.

Übersetzung:
- William Adler, Paul Tuffin (Hrsg.): The chronography of George Synkellos. A Byzantine chronicle of universal history from the creation. Oxford 2002.

Wichtige Literatur:
- William Adler: Time immemorial: archaic history and its sources in Christian chronography from Julius Africanus to George Syncellus. Washington/D.C. 1989.
- Warren Treadgold: The Middle Byzantine Historians. Basingstoke 2013, S. 51ff.

Theophanes – Chronik 284–813
Ausgabe:
- Theophanis Chronographia. Ed. Carl de Boor, 2 Bde. Leipzig 1883–1885.

Übersetzungen:
- Cyril Mango, Roger Scott (Hrsg.): The Chronicle of Theophanes. Oxford 1997.
- Bilderstreit und Arabersturm in Byzanz. Das 8. Jh. (717–813) aus der Chronik des Theophanes. Übers. von Leopold Breyer, Graz 1964 (Byzantinische Geschichtsschreiber 6)

Wichtige Literatur:
- Cyril Mango: Who wrote the chronicle of Theophanes? In: Zbornik Radova Vizantinoškog Instituta 18 (1978), S. 9–17.
- Ilse Rochow: Byzanz im 8. Jh. in der Sicht des Theophanes. Quellenkritisch-historischer Kommentar zu den Jahren 715–813. Berlin 1991.
- Paul Speck: Der „zweite Theophanes“. Eine These zur Chronographie des Theophanes. In: Varia 5 = Poikila Byzantina 13. Bonn 1994, S. 317–349.
- Jakov Ljubarskij: New Trends in the Study of Byzantine Historiography. In: Dumbarton Oaks Papers 47 (1993), S. 131–138.

Scriptor incertus de Leone Armenio – Geschichte 811–820 (?)
Ausgaben:
- Scriptor incertus de Leone Armenio. Ed. Immanuel Bekker. Bonn 1842.

Wichtige Literatur:
- Ivan Dujčev: La chronique byzantine de l’an 811. In: Travaux et Mémoires 1 (1965), S. 205–254.

Georgios Monachos – Chronik bis 842
Ausgabe:
- Georgii Monachi Chronicon. Ed. Carl de Boor, Leipzig 1904; 2. Auflage von Peter Wirth. Stuttgart 1978.

Wichtige Literatur:
- Dmitrij E. Afinogenov: Kompozicija Chroniki Georgija Amartola (Der Aufbau der Chronik des Georgios Hamartolos). In: Vizantijski Vremmenik 52 (1991), S. 102–112.

Theophanes Continuatus – Geschichte 813–961 (963)
Ausgaben:
- Scriptores post Theophanem. Ed. Immanuel Bekker. Bonn 1838.
- Chronographiae quae Theophanis continuati nomine fertur liber quo Vita Basilii Imperatoris amplecitur. Ed. Ihor Ševčenko. Berlin 2011 (Corpus Fontium Historiae Byzantinae 42) – Buch V.

Übersetzung:
- Vom Bauernhof auf den Kaiserthron. Leben des Kaisers Basileios I., des Begründers der Makedonischen Dynastie, beschrieben von seinem Enkel, dem Kaiser Konstantinos VII. Porphyrogennetos. Übers. von Leopold Breyer. Graz 1981 (Byzantinische Geschichtsschreiber 14).

Wichtige Literatur:
- Gyula Moravcsik: Sagen und Legenden über Kaiser Basileios I. In: Dumbarton Oaks Papers 15 (1961), S- 59–126.
- Ihor Ševčenko: Re-Reading Constantine Porphyrogenitus. In: Byzantine Diplomacy. Hrsg. von Jonathan Shepard, Simon Franklin. Aldershot 1992, S. 167–195.

Ioseph Genesios – Geschichte 813–886
Ausgabe:
- Genesius, Regum Libri Quattuor. Ed. Annie Lesmüller-Werner – Ioannes Thurn. Berlin 1973 (Corpus Fontium Historiae Byzantinae, 14).

Übersetzung:
- Byzanz am Vorabend neuer Größe. Überwindung des Bilderstreites und der innenpolitischen Schwäche (813–886). Die vier Bücher der Kaisergeschichte des Ioseph Genesios. Übers. von Annie Lesmüller-Werner. Wien 1989 (Byzantinische Geschichtsschreiber 18).

Logothetenchronik – Chronik bis 948
Ausgaben:
- Symeonis Magistri et Logothetae Chronicon. Ed. Staffan Wahlgren. Berlin 2006 (Corpus Fontium Historiae Byzantinae 44/1).

Wichtige Literatur:
- Panagiotis Sotiroudis: Zur handschriftlichen Überlieferung des „Georgius Continuatus“ (Version A). Thessalonike 1989.

Leon Diakonos – Geschichte 959–976
Ausgabe:
- Leonis Diaconi Historia. Ed. Karl Benedikt Hase, Bonn 1828.

Übersetzungen:
- Nikephoros Phokas, „der bleiche Tod der Sarazenen“, und Johannes Tzimiskes. Die Zeit von 959 bis 976 in der Darstellung des Leon Diakonos. Übers. von Franz Loretto. Graz 1961 (Byzantinische Geschichtsschreiber 10).
- The History of Leo the Deacon. Byzantine Military Expansion in the Tenth Century. Transl. by Alice-Mary Talbot. Washington 2005 (Dumbarton Oaks Studies 41).

Michael Psellos – Geschichte 976–1078
Ausgabe:
- Michaelis Pselli chronographia. Ed. Diether Roderich Reinsch, Berlin 2014 (Millennium-Studien 51).

Übersetzung:
- Michael Psellos, Leben der byzantinischen Kaiser (976–1075). Übers. von Diether Roderich Reinsch, Berlin 2015.

Ioannes Skylitzes – Geschichte 811–1057
Ausgabe
- Synopsis Historiarum. Ed. Ioannes Thurn. Berlin 1978 (Corpus Fontium Historiae Byzantinae 5).

Übersetzungen:
- Byzanz wieder ein Weltreich. Das Zeitalter der makedonischen Dynastie nach dem Geschichtswerk des Johannes Skylitzes. Übers. von Hans Thurn. Graz 1983 (Byzantinische Geschichtsschreiber 15).
- John Skylitzes, A synopsis of Byzantine history 811–1057. Transl. by John Wortley. Cambridge 2010.

Wichtige Literatur:
- Vasiliki Tsamakda: The Illustrated Chronicle of Ioannes Skylitzes in Madrid. Leiden 2002.

Georgios Kedrenos – Chronik bis 1057
Ausgabe:
- Historiarum Compendium. Ed. Immanuel Bekker, 2 Bde., Bonn 1838–1839.

Michael Attaleiates – Geschichte 1034–1080
Ausgaben und Übersetzungen:
- Michaelis Attaliatae Historia. Ed. Evdoxos Tsolakes. Athen 2011 (Corpus Fontium Historiae Byzantinae 50).
- Dimitris Krallis, Anthony Kaldellis (Hrsg.): Michael Attaleiates: The History (Dumbarton Oaks Medieval Library). Cambridge, MA/London 2012. [mit englischer Übersetzung]

Nikephoros Bryennios – Geschichte 1070–1079
Ausgabe und Übersetzung:
- Nicephore Bryennios, Histoire. Ed. Paul Gautier. Brüssel 1975 (Corpus Fontium Historiae Byzantinae 9).

Anna Komnene – Geschichte 1081–1118
Ausgabe:
- Annae Comnenae Alexias. Ed. Diether Roderich Reinsch, Athanasios Kambylis. Berlin 2001 (Corpus Fontium Historiae Byzantinae 40).

Übersetzung:
- Anna Komnene. Alexias. Übers. von Diether Roderich Reinsch. Köln 1996.

Wichtige Literatur:
- Peter Frankopan: Perception and projection of prejudice: Anna Comnena, the Alexiad and the First Crusade. In: Susan B. Edgington, Sarah Lambert (Hrsg.): Gendering the Crusades. Cardiff 2001, S. 45–59.
- John Howard-Johnston: Anna Komnene and the Alexiad. In: Margaret Mullett, Dion Smythe (Hrsg.): Alexios I Komnenos. Belfast 1996, S. 260–301.
- Herbert Hunger: Anonyme Metaphrase zu Anna Komnene, Alexias XI–XIII. Wien 1981 (Wiener byzantinistische Studien 15).
- Diether Roderich Reinsch: Zur literarischen Leistung der Anna Komnene. In: Jan Olof Rosenqvist (Hrsg.): Leimon, Festschrift für L. Rydén. Uppsala 1996, S. 113–127.
- Diether Roderich Reinsch: Zum Text der Alexias Anna Komnenes. In: Jahrbuch der Österreichischen Byzantinistik 40 (1990), S. 233–268.

Konstantin Manasses – Verschronik bis 1081
Ausgabe:
- Constantinus Manasses, Breviarum chronicum. Ed. Odysseas Lampsides. Athen 1996 (Corpus Fontium Historiae Byzantinae, 36).

Michael Glykas – Chronik bis 1118
Ausgabe:
- Michael Glycas, Annales. Ed. Immanuel Bekker. Bonn 1836.

Ioannes Zonaras – Chronik bis 1118
Ausgabe:
- Epitome historiarum. Ed. Moritz Pinder – Theodor Büttner-Wobst. 3 Bde., Berlin 1841–1897.

Übersetzungen:
- Thomas M. Banchich, Eugene N. Lane: The History of Zonaras. From Alexander Severus to the Death of Theodosius the Great. London u. a. 2009.
- Militärs und Höflinge im Ringen um das Kaisertum. Byzantinische Geschichte 969 bis 1118 nach der Chronik des Johannes Zonaras. Übers. von Erich Trapp. Graz 1986 (Byzantinische Geschichtsschreiber 16).

Wichtige Literatur:
- Konrat Ziegler: Zonaras. In: Paulys Realencyclopädie der classischen Altertumswissenschaft. 10 A (1972), Sp. 718–732.
- Dmitry E. Afinogenov: Some Observations on Genres of Byzantine Historiography. In: Byzantion 62 (1992), S. 13–33.

Ioannes Kinnamos – Geschichte 1118–1176
Ausgabe:
- Ioannes Cinnamus, Historia. Ed. August Meineke. Bonn 1836.

Übersetzung:
- Charles M. Brand: Deeds of John and Manuel Comnenus by John Kinnamos. New York 1976.

Wichtige Literatur:
- Jakov Ljubarskij: John Kinnamos as a writer. In: Cordula Scholz, Georgios Makris (Hrsg.): Polypleuros Nous: Miscellanea für Peter Schreiner zu seinem 60. Geburtstag. München/Leipzig 2000, S. 164ff.

Niketas Choniates – Geschichte 1118–1206
Ausgabe:
- Nicetae Choniatae Historia. Ed. Jan-Louis van Dieten. Berlin 1975 (Corpus Fontium Historiae Byzantinae 11).

Übersetzung:
- Franz Grabler: Die Krone der Komnenen; Abenteurer auf dem Kaiserthron; Die Kreuzfahrer erobern Konstantinopel. Graz 1958 (Byzantinische Geschichtsschreiber 7–9).

Wichtige Literatur:
- Alicia J. Simpson, Stephanos Efthymiadis (Hrsg.): Niketas Choniates, a historian and a writer. Genf 2009.

Eustathios von Thessalonike – Geschichte 1185
Ausgabe:
- Eustazio de Tessalonica, La espugnazione di Tessalonica. Ed. Stilpon Kyriakides. Palermo 1961.

Übersetzung:
- Die Normannen in Thessalonike. Die Eroberung von Thessalonike durch die Normannen 1185 n. Chr. in der Augenzeugenschilderung des Bischofs Eustathios. Übers. von Herbert Hunger. Graz 1955 (Byzantinische Geschichtsschreiber 3).

Georgios Akropolites – Geschichte 1203–1261
Ausgabe:
- Georgii Acropolitae Opera. Ed. August Heisenberg. Leipzig 1902; 2. Auflage von Peter Wirth 1978.

Übersetzung:
- Georgios Akropolites, Die Chronik. Übers. von Wilhelm Blum. Stuttgart 1989 (Bibliothek der griechischen Literatur 28).

Wichtige Literatur:
- Ruth Macrides: The Historian in the History. In: Costas N. Constantinides (Hrsg.): Φιλέλλην, Studies in Honour of Robert Browning. Venedig 1996, S. 205–224.

Theodoros Skutariotes – Chronik bis 1261
Ausgabe:
- Σύνοψις χρονική. Ed. Konstantinos N. Sathas, Bibliotheca greaca medii aevi 7 (1894), S. 1–556.

Ephraim von Ainos – Verschronik Augustus (?) bis 1261
Ausgabe:
- Ephraem Aenii Historia Chronica. Ed. Odysseas Lampsides. Athen 1990 (Corpus Fontium Historiae Byzantinae 27).

Georgios Pachymeres – Geschichte 1255–1308
Ausgabe und Übersetzung:
- Georges Pachymérès, Relations historiques. Éd. Albert Failler. 4 Bde., Paris 2001–2002 (Corpus Fontium Historiae Byzantinae 24).
- La version brève des Relations historiques de Georges Pachymérès. Éd. Albert Failler, 4 Bde. Paris 1984–1999 (Archives de l’Orient chrétien 17–18).

Wichtige Literatur:
- Albert Failler: Les émirs turcs à la conquête de l’Anatolie au début du 14e siècle. In: Revue des Études Byzantines 52 (1994), S. 69–112.
- Albert Failler: La tradition manuscrite de l’Histoire de Georges Pachymère (livres I–VI). In: Revue des Études Byzantines 37 (1979), S. 123–220.

Nikephoros Gregoras – Geschichte 1204–1359
Ausgabe:
- Nicephori Gregorae Byzantina Historia. Ed. Ludwig Schopen – Immanuel Bekker, 3 Bde. Bonn 1829–1855.

Übersetzung:
- Nikephoros Gregoras, Rhomäische Geschichte. Übers. von Jan Louis van Dieten. 5 Bde., Stuttgart 1973–1999 (Bibliothek der griechischen Literatur 4, 15, 24, 39, 59).

Nikephoros Kallistu Xanthopulos – Kirchengeschichte bis 610
Ausgabe:
- Nicephori Callisti Xanthopuli Historiae ecclesiasticae libri XVIII. In: Patrologia Graeca, 145–147.

Wichtige Literatur:
- Günter Gentz, Friedhelm Winkelmann: Die Kirchengeschichte des Nicephorus Callistus Xanthopulus und ihre Quellen. Berlin 1966 (Texte und Untersuchungen zur Geschichte der altchristlichen Literatur 98).
- Sebastiano Panteghini: Die Kirchengeschichte des Nikephoros Kallistos Xanthopoulos. In: Ostkirchliche Studien 58 (2009), S. 248–266.

Ioannes Kantakuzenos – Geschichte 1320–1356 (1362)
Ausgabe:
- Ioannis Cantacuzeni eximperatoris historiarum libri IV. Ed. Ludwig Schopen. 3 Bde., Bonn 1828–1832.

Übersetzung:
- Johannes Kantakuzenos, Geschichte. Übers. von Georgios Fatouros, Tilman Krischer. Bisher 3 Bde., Stuttgart 1982–2011 (Bibliothek der griechischen Literatur 16, 21, 71).

Wichtige Literatur:
- Franz Tinnefeld: Idealizing self-centered power politics in the Memoirs of Emperor John Kantakouzenos. In: John S. Langdon u. a. (Hrsg.): Τὸ Ἑλληνικόν, Studies in Honor of Speros Vryonis, Jr. New Rochelle 1993, S. 397–415.

Laonikos Chalkokondyles – Geschichte 1298–1463
Ausgabe:
- Historiarum demonstrationes. Ed. Eugenius Darkó. 2 Bde., Budapest: 1922–1927.

Übersetzung
- Anthony Kaldellis (Hrsg.): Laonikos Chalkokondyles. The Histories. 2 Bände. Cambridge, MA/London 2014. (Text und englische Übersetzung)
- Europa im XV. Jahrhundert von Byzantinern gesehen. Übers. von Franz Grabler. Graz 1954 (Byzantinische Geschichtsschreiber 2).

Georgios Sphrantzes – Geschichte 1413–1477
Ausgaben:
- Giorgio Sfranze, Cronaca. A cura di Riccardo Maisano. Roma 1990 (Corpus Fontium Historiae Byzantinae, 29).
- Georgios Sphrantzes, Memorii 1401–1477. Ed. Vasile Grecu, Bukarest 1966 (mit Chronicon Maius).

Übersetzung:
- Die letzten Tage von Konstantinopel. Übers. von Endre von Ivánka. Graz 1954 (Byzantinische Geschichtsschreiber 1) [Auszug]

Wichtige Literatur:
- Raymond-Joseph Loenertz: Autour du Chronicon Maius attribué à Georges Phrantzès. In: Miscellanea Giovanni Mercati, Vatikan 1946 (Studi e testi 123), S. 273–311 = ders., Byzantina et Franco-Graeca Bd. 1, Rom 1970, S. 3–44.

Dukas – Geschichte 1413–1477
Ausgabe mit Übersetzung:
- Diether Roderich Reinsch (Hrsg.): Dukas. Chronographia – Byzantiner und Osmanen im Kampf um die Macht und das Überleben (1341–1462). Griechisch-deutsch. Sammlung Tusculum. De Gruyter, Berlin/Boston 2020.

Wichtige Literatur:
- Diether Roderich Reinsch: Lieber den Turban als was? In: Costas N. Constantinides (Hrsg.): Φιλέλλην, Studies in Honour of Robert Browning. Venedig 1996, S. 377–389.

Kritobulos von Imbros – Geschichte 1451–1467
Ausgabe:
- Critobuli Imbriotae historiae. Ed. Diether Roderich Reinsch. Berlin 1983 (Corpus Fontium Historiae Byzantinae 22).

Übersetzung:
- Mehmet II. erobert Konstantinopel. Die ersten Regierungsjahre des Sultans Mehmet Fatih, des Eroberers von Konstantinopel 1453. Das Geschichtswerk des Kritobulos von Imbros. Übers. von Diether Roderich Reinsch. Graz 1986 (Byzantinische Geschichtsschreiber 17).